# 白凡金九纪念馆
白凡金九紀念館，是一个位于南韓首尔的歷史博物馆，于2002年10月22日开幕，是为了纪念朝鮮日治時期对抗日本殖民當局的韓國獨立運動领袖金九。这个博物馆及其附属图书馆位于首尔龍山區孝昌洞的孝昌公園裡面。